# Gut Steinlake

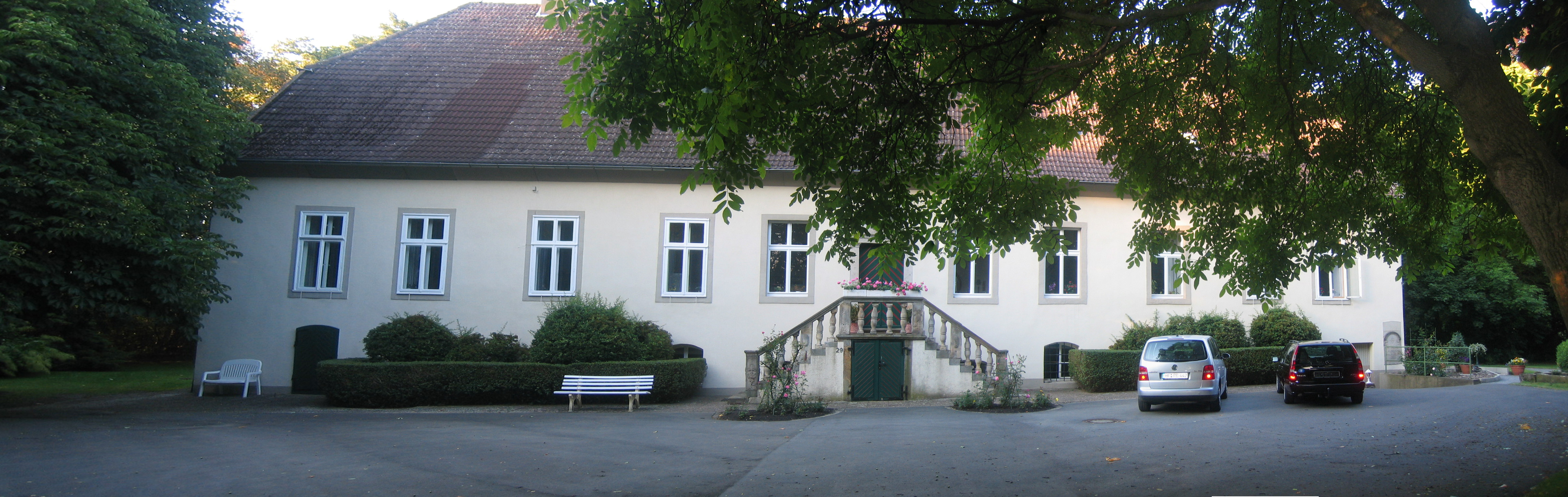
Das Herrenhaus (2009)

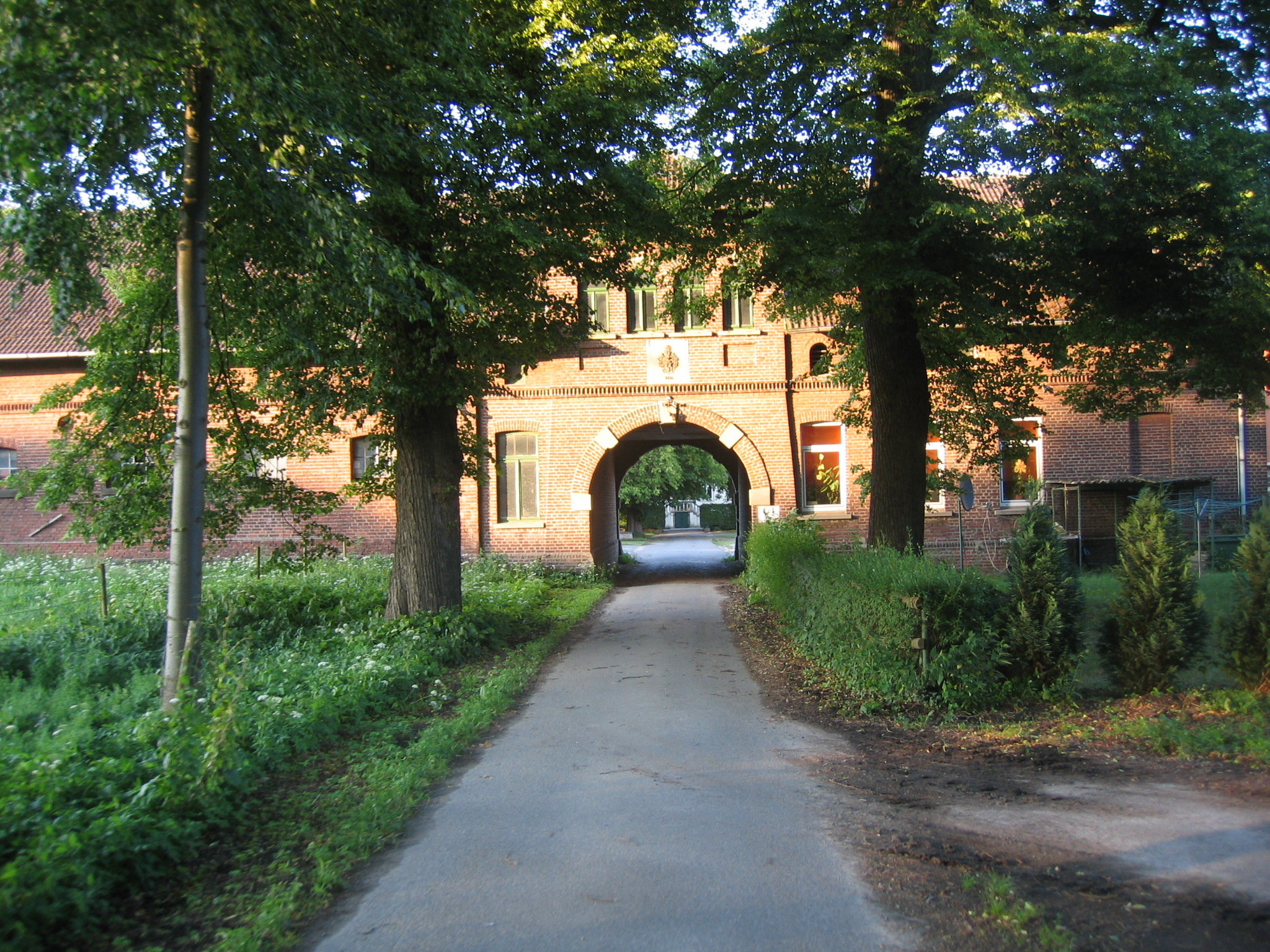
Torhaus (2009)

Das Gut Steinlake (auch Gut Steinlacke) ist ein Gut im Ortsteil Kirchlengern der nordrhein-westfälischen Gemeinde Kirchlengern, Kreis Herford.
Das Gut Steinlake ist eines der jüngsten Rittergüter im Kreis Herford und liegt an der Else. Seine Entstehung ist eng mit dem Rittergut Gut Oberbehme und dem nicht mehr existierenden Gut Niederbehme verbunden. Diese beiden waren einst im Besitz der Familie von Quernheim und lagen etwas südlich von Steinlake. Ab 1693 wechselte der Eigentümer mehrfach. 1736 ließ der Eigentümer Freiherr von der Horst das Gut Niederbehme abreißen und aus dem Abbruchmaterial das Gut Steinlake etwa zwei Kilometer nördlich errichten. 1789 wurde Gut Steinlake durch die Familie von Borries erworben. Als Philipp von Borries Landrat des Kreises Bünde wurde, wurde Gut Steinlake Landratssitz. Das Herrenhaus des Guts ist ein Barockbau aus dem Jahre 1736. Die Wirtschaftsgebäude sind erst im 19. und 20. Jahrhundert errichtet worden. Um etwa 1850 wurde beim Gut ein Landschaftspark angelegt, der heute noch weitestgehend im Originalzustand erhalten ist.
Steinlake war ein eigenständiger Gutsbezirk im Amt Ennigloh, bis er am 30. Juni 1929 in die Gemeinde Kirchlengern eingegliedert wurde.
Der Name wird mit langem Vokal a gesprochen, da es sich in der traditionellen Schreibweise bei dem folgenden c um ein Dehnungs-c handelt.